# 63. ceremonia wręczenia Oscarów
63. ceremonia rozdania Oscarów odbyła się 25 marca 1991 roku w Shrine Civic Auditorium w Los Angeles.

## Wykonawcy piosenek
- „Sooner or Later (I Always Get My Man)” - Madonna
- „Promise Me You'll Remember” – Harry Connick Jr.
- „Somewhere in My Memory” – John Williams
- „I’m Checkin’ Out” – Meryl Streep
- „Blaze of Glory” – Jon Bon Jovi

## Laureaci

### Najlepszy film
- Jim Wilson, Kevin Costner – Tańczący z wilkami
- Walter F. Parkes, Lawrence Lasker – Przebudzenie
- Lisa Weinstein – Uwierz w ducha
- Francis Ford Coppola – Ojciec chrzestny III
- Irwin Winkler – Chłopcy z ferajny

### Najlepszy aktor
- Jeremy Irons – Druga prawda
- Robert De Niro – Przebudzenie
- Gérard Depardieu – Cyrano de Bergerac
- Kevin Costner – Tańczący z wilkami
- Richard Harris – Pole

### Najlepszy aktor drugoplanowy
- Joe Pesci – Chłopcy z ferajny
- Graham Greene – Tańczący z wilkami
- Al Pacino – Dick Tracy
- Andy García – Ojciec chrzestny III
- Bruce Davison – Długoletni przyjaciele

### Najlepsza aktorka
- Kathy Bates – Misery
- Anjelica Huston – Naciągacze
- Joanne Woodward – Pan i Pani Bridge
- Meryl Streep – Pocztówki znad krawędzi
- Julia Roberts – Pretty Woman

### Najlepsza aktorka drugoplanowa
- Whoopi Goldberg – Uwierz w ducha
- Mary McDonnell – Tańczący z wilkami
- Lorraine Bracco – Chłopcy z ferajny
- Annette Bening – Naciągacze
- Diane Ladd – Dzikość serca

### Najlepsza scenografia i dekoracje wnętrz
- Richard Sylbert (scenografia); Rick Simpson (dekoracje) – Dick Tracy
- Ezio Frigerio (scenografia); Jacques Rouxel (dekoracje) – Cyrano de Bergerac
- Jeffrey Beecroft (scenografia); Lisa Dean (dekoracje) – Tańczący z wilkami
- Dean Tavoularis (scenografia); Gary Fettis (dekoracje) – Ojciec chrzestny III
- Dante Ferretti (scenografia); Francesca Lo Schiavo (dekoracje) – Hamlet

### Najlepsze zdjęcia
- Dean Semler – Tańczący z wilkami
- Allen Daviau – Avalon
- Vittorio Storaro – Dick Tracy
- Gordon Willis – Ojciec chrzestny III
- Philippe Rousselot – Henry i June

### Najlepsze kostiumy
- Franca Squarciapino – Cyrano de Bergerac
- Gloria Gresham – Avalon
- Elsa Zamparelli – Tańczący z wilkami
- Milena Canonero – Dick Tracy
- Maurizio Millenotti – Hamlet

### Najlepsza reżyseria
- Kevin Costner – Tańczący z wilkami
- Francis Ford Coppola – Ojciec chrzestny III
- Martin Scorsese – Chłopcy z ferajny
- Stephen Frears – Naciągacze
- Barbet Schroeder – Druga prawda

### Pełnometrażowy film dokumentalny
- Barbara Kopple i Arthur Cohn – Amerykański sen

### Krótkometrażowy film dokumentalny
- Steven Okazaki - Days Of Waiting

### Najlepszy montaż
- Neil Travis – Tańczący z wilkami
- Walter Murch – Uwierz w ducha
- Barry Malkin, Lisa Fruchtman, Walter Murch – Ojciec chrzestny III
- Thelma Schoonmaker – Chłopcy z ferajny
- Dennis Virkler, John Wright – Polowanie na Czerwony Październik

### Najlepszy film nieanglojęzyczny
- Szwajcaria: Xavier Koller – Podróż nadziei
- Francja: Jean-Paul Rappeneau – Cyrano de Bergerac
- Chiny: Zhang Yimou – Ju Dou
- Włochy: Gianni Amelio – Otwarte drzwi
- Niemcy: Michael Verhoeven – Okropna dziewczyna

### Najlepsza charakteryzacja
- John Caglione Jr., Doug Drexler – Dick Tracy
- Michèle Burke, Jean-Pierre Eychenne – Cyrano de Bergerac
- Ve Neill, Stan Winston – Edward Nożycoręki

### Najlepsza muzyka
- John Barry – Tańczący z wilkami
- Randy Newman – Avalon
- Maurice Jarre – Uwierz w ducha
- Dave Grusin – Hawana
- John Williams – Kevin sam w domu

### Najlepsza piosenka
- „Sooner or Later (I Always Get My Man)” – Dick Tracy – Stephen Sondheim
- „Promise Me You'll Remember” - Ojciec chrzestny III – muzyka: Carmine Coppola; słowa: John Bettis
- „Somewhere in My Memory” - Kevin sam w domu – muzyka: John Williams; słowa: Leslie Bricusse
- „I’m Checkin' Out” - Pocztówki znad krawędzi – Shel Silverstein
- „Blaze of Glory” - Młode strzelby II – Jon Bon Jovi

### Najlepszy dźwięk
- Jeffrey Perkins, Bill W. Benton, Greg Watkins, Russell Williams II – Tańczący z wilkami
- Charles M. Wilborn, Donald O. Mitchell, Rick Kline, Kevin O’Connell – Szybki jak błyskawica
- Thomas Causey, Chris Jenkins, David E. Campbell, Doug Hemphill – Dick Tracy
- Richard Bryce Goodman, Richard Overton, Kevin F. Cleary, Don J. Bassman – Polowanie na Czerwony Październik
- Nelson Stoll, Michael J. Kohut, Carlos Delarios, Aaron Rochin – Pamięć absolutna

### Najlepszy montaż dźwięku
- Cecelia Hall, George Watters II – Polowanie na Czerwony Październik
- Charles L. Campbell, Richard C. Franklin – Linia życia
- Stephen Hunter Flick – Pamięć absolutna

### Najlepsze efekty specjalne (Specjalne osiągnięcia)
- Eric Brevig, Rob Bottin, Tim McGovern, Alex Funke – Pamięć absolutna

### Krótkometrażowy film animowany
- Nick Park – Zwierzo-zwierzenia

### Krótkometrażowy film aktorski
- Adam Davidson - The Lunch Date

### Najlepszy scenariusz oryginalny
- Bruce Joel Rubin – Uwierz w ducha
- Woody Allen – Alicja
- Barry Levinson – Avalon
- Peter Weir – Zielona karta
- Whit Stillman – Metropolitan

### Najlepszy scenariusz adaptowany
- Michael Blake – Tańczący z wilkami
- Steven Zaillian – Przebudzenie
- Nicholas Pileggi, Martin Scorsese – Chłopcy z ferajny
- Donald E. Westlake – Naciągacze
- Nicholas Kazan – Druga prawda

### Nagroda honorowa Gordona E. Sawyera
- Stefan Kudelski – za osiągnięcia w dziedzinie rejestracji dźwięku

### Oscar Honorowy
- Sophia Loren – za całokształt twórczości
- Myrna Loy – za całokształt twórczości